# Stratificatie (meer)

Meren zijn gestratificeerd in drie afzonderlijke secties:
Ⅰ. De epilimnion
Ⅱ. De Metalimnion
Ⅲ. De Hypolimnion

Stratificatie of laagvorming van meren is de onderverdeling van meren in drie lagen: 
1. Epilimnion: de bovenste laag van een meer
2. Metalimnion (of thermocline): de middelste laag, met een sterke verandering van temperatuur
3. Hypolimnion: de onderste laag

Thermische stratificatie van meren verwijst naar een verandering van temperatuur met diepte in een meer. Dit wordt veroorzaakt door de variatie in dichtheid (massa per volume) van water met temperatuur. Koud water is zwaarder dan warm water en de epilimnion bestaat uit water dat minder zwaar is dan het water in de hypolimnion. De temperatuur met maximum dichtheid voor zoet water is echter 4 °C. In gematigde streken, waar het water van een meer opwarmt en afkoelt in de loop van de seizoenen, ontstaat er een cyclisch patroon dat van jaar tot jaar wordt herhaald wanneer het koude, zware water aan het oppervlak van het meer zinkt. In deze dimictische meren keert het water van het meer om tijdens de lente en de herfst. Als de gelaagdheid van water aanhoudt voor meerdere jaren, is het meer meromictisch .
In ondiepe meren komt stratificatie in een epilimnion, metalimnion en hypolimnion vaak niet voor, omdat wind of koeling regelmatig voor menging zorgt. Deze meren worden polymictisch genoemd. Er is geen vaste diepte die polymictische en gelaagde meren scheidt, want afgezien van diepte wordt dit ook beïnvloed door troebelheid, oppervlakte van het meer en klimaat.
Het mengregime van een meer (bijv. polymictisch, dimictisch, meromictisch)  beschrijft de patronen van thermische stratificatie die gedurende het grootste deel van de jaren voorkomen. Het mengregime van meren is onderverdeeld in drie klasses:
1. Holomictisch (mixen van de gehele waterkolom): 
  - Polymictisch (mixen meerdere keren per jaar): ondiepe meren waar de gehele waterkolom dezelfde temperatuur heeft en er dus geen stratificatie plaatsvindt.
  - Monomictisch (mixen één keer per jaar): meren waar seizoensgebonden stratificatie plaatsvindt.
  - Dimictisch (mixen twee keer per jaar): meren in gematigd klimaat die vaak met ijs bedekt zijn in de winter en gestratificeerd zijn in de zomer. In de lente en herfst worden deze meren gemixt.
  - Oligomictisch (mixen minder dan één keer per jaar): meren in tropisch klimaat die thermisch stabiel gestratificeerd zijn en zelden mixen.
2. Meromictisch (mixen nooit volledig): meren met permanent gestratificeerde lagen water die niet mixen. Door het gebrek aan mixen hebben de diepere lagen in deze meren een laag zuurstofgehalte en bevatten weinig leven.
3. Amictisch (mixen nooit): meren met een jaarronde bedekking met ijs, te vinden in extreem klimaat zoals de poolgebieden.

Kortetermijngebeurtenissen kunnen echter ook de stratificatie van meren beïnvloeden. Hittegolven kunnen perioden van gelaagdheid veroorzaken in anders gemengde, ondiepe meren , terwijl gebeurtenissen zoals stormen of grote rivierafvoer kunnen worden zorgen voor menging, waardoor stratificatie kan worden afgebroken.
De opeenhoping van opgelost koolstofdioxide in drie meromictische meren in Afrika (het Nyosmeer, het Monounmeer in Kameroen en het Kivumeer in Rwanda ) is potentieel gevaarlijk omdat als in een van deze meren een liminaire uitbarsting tot stand komt, een zeer grote hoeveelheid kooldioxide het meer kan verlaten, die de zuurstof verplaatst, dat nodig is voor het leven van mensen en dieren in de omgeving.
Hoewel stratificatie een natuurlijk proces is, worden natuurlijke hulpbronnen en milieumanagers vaak uitgedaagd door problemen veroorzaakt door thermische stratificatie van meren en vijvers. Vissensterfte is direct in verband gebracht met stratificatie, stagnatie en ijsbedekking. Overmatige algengroei kan het recreatieve en commerciële gebruik van meren beperken. Bij sterke thermische stratificatie in een meer kan de kwaliteit van het drinkwater nadelig worden beïnvloed. Een veel gebruikt hulpmiddel om de ernst van deze problemen te verminderen, is kunstmatige menging. Kunstmatig mengen heeft enig succes gehad, hoewel het zelden een wondermiddel bleek te zijn.
Mengregimes kunnen veranderen als gevolg van een stijging van temperatuur. Enkele dimictische meren kunnen veranderen in monomictische, en sommige monomictische meren zouden meromictisch kunnen worden, als gevolg van stijgende temperaturen.